# روبرت جاران
وكان السير روبرت راندولف غاران غمغ كك (10 فبراير 1867 - 11 يناير 1957) محام أسترالي وأول موظف عمومي أسترالي، وهو خبير رائد في القانون الدستوري الأسترالي، أول موظف في حكومة أستراليا وأول محامي عام أستراليا. قضى غاران ثلاث وثلاثين عاما كرئيس دائم لدائرة النائب العام، وقدم المشورة إلى عشرة رؤساء وزراء مختلفين (من بارتون إلى ليونز). لعب دورا هاما وراء الكواليس في حركة الاتحاد الأسترالي، كمستشار إدموند بارتون ورئيس لجنة الصياغة في الاتفاقية الدستورية 1897-1898.
بالإضافة إلى عمله المهني، كان غاران أيضا شخصية هامة في تطوير مدينة كانبيرا خلال سنواتها الأولى. أسس العديد من الجمعيات الثقافية الهامة، ونظم إنشاء كلية جامعة كانبيرا، وساهمت فيما بعد في إنشاء الجامعة الوطنية الأسترالية. نشر غاران ثمانية كتب على الأقل والعديد من المقالات الصحفية طوال حياته، وتغطي مواضيع مثل القانون الدستوري، وتاريخ الفدرالية في أستراليا، وشِعر اللغة الألمانية.

## حياة سابقة
ولد غاران في سيدني، نيو ساوث ويلز، الابن الوحيد (بين سبعة أطفال) للصحافي والسياسي أندرو غاران وزوجته ماري إشام. وكان والداه ملتزمين بالعدالة الاجتماعية، وحملات ماري من أجل قضايا مثل تعزيز تعليم المرأة، وأندرو الدعوة إلى الاتحاد وتغطية الحركات الإصلاحية كمحرر لسيدني مورنينج هيرالد، وبعد ذلك الترويج لها كعضو في المجلس التشريعي لنيو ساوث ويلز.
عاشت العائلة في شارع فيليب في وسط سيدني. كانت أم غاران «تعاني من عدم ثقة عميقة، مبررة بشكل جيد في تلك الأيام، من لبن الحليب» وهكذا أبقت على بقرة في الفناء الخلفي، والتي من شأنها أن تسير من تلقاء نفسها إلى دومين كل يوم للرعي والعودة مرتين في اليوم ليتم حليبها. عاش غارانز في وقت لاحق في ضاحية دارلينغهورست، فقط إلى الشرق من وسط المدينة.
غاران حضر مدرسة سيدني غرمار من سن العاشرة، ابتداء من عام 1877. كان طالبا ناجحا، وأصبح كابتن المدرسة في عام 1884. ثم درس الفنون والقانون في جامعة سيدني، حيث حصل على منح دراسية للكلاسيكيات والرياضيات والقدرة الأكاديمية العامة. غاران حصل على درجة البكالوريوس في الآداب مع مرتبة الشرف من الدرجة الأولى في عام 1888، وحصل على وسام الجامعة في الفلسفة، ودرجة البكالوريوس في القانون في عام 1889.
بعد تخرجه، بدأ جاران للدراسة لامتحان نقابة المحامين. وكان يعمل لمدة عام مع شركة من محامي سيدني، وفي العام التالي كان يعمل كقاضية للعدالة وليام تشارلز ويندير من المحكمة العليا في نيو ساوث ويلز. كان لدى ويندير سمعة لكونه قاضيا قاسيا وغير مرن، وخاصة في القضايا الجنائية، حيث قيل انه «لديه شعور صارم لا هوادة فيه من العقاب الذي يعتقد أن العدالة الجنائية طالبت به، والتعاطف على العاطفية عن ضحايا الجريمة». غير أن غاران عرض وجهة نظر مختلفة، قائلا إن «أولئك الذين عرفوه يعرفون جيدا أنه في ظل بروسكي الخارجي كان أروع الرجال»، وسمعته إلى حد ما تم إنشاؤها عن طريق تحريف. في عام 1891، تم قبول غاران في بار نيو ساوث ويلز، حيث بدأ ممارسة كمحامي، والعمل في المقام الأول في مجال العدالة.

## حركة الاتحاد

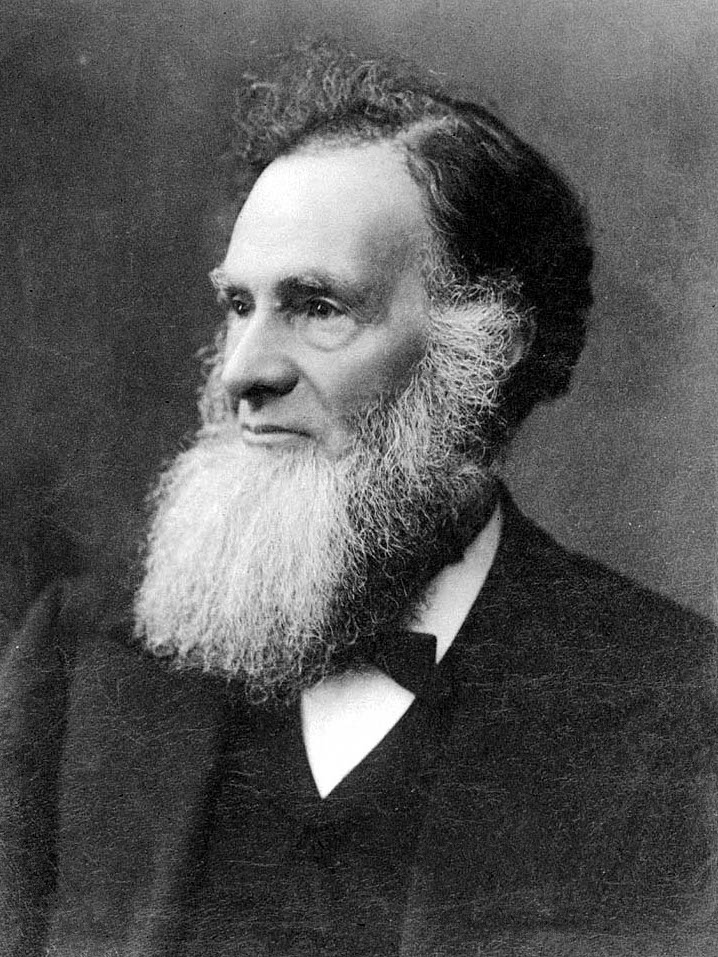
صورة أندرو غاران، والد روبرت، في عام 1896

كان غاران، مثل والده، متورطا بقوة في حركة الاتحاد الأسترالي، وهي الحركة التي سعت إلى توحيد المستعمرات البريطانية في أستراليا (وفي مقترحات مبكرة، نيوزيلندا) إلى بلد واحد متحد. وقد عقدت أول اتفاقية دستورية في عام 1891 في غرفة المجلس التشريعي لنيو ساوث ويلز في شارع ماكواري، سيدني، على مقربة من غرف غاران في شارع فيليب؛ غاران حضر بانتظام وجلس في معرض العامة لرؤية "التاريخ... في صنع تحت عيني جدا". وكان جاران سيذكر في وقت لاحق مع الموافقة على أن اتفاقية 1891 كانت الأولى مع الشجاعة لمواجهة "الأسد في الطريق"، مسألة الرسوم الجمركية والتعريفات الجمركية، التي كانت قد قسمت في السابق دول مثل فيكتوريا، الذين كانوا يؤيدون الحمائية، ودول مثل نيو ساوث ويلز، الذين كانوا يؤيدون التجارة الحرة. ويرى جاران أن هناك نصا مقترحا في الاتفاقية يسمح بالتعريفات الجمركية على التجارة الدولية مع ضمان التجارة الحرة محليا (الذي سبقه القسم 92 من دستور أستراليا)، وأعرب عن "الشروط التي كانت نيوساوث ويلز مستعدة لمواجهتها" الأسد."
غاران شارك في عمل إدموند بارتون، الذي كان في وقت لاحق أول رئيس وزراء أستراليا ولكن في ذلك الوقت كان زعيم بحكم الأمر الواقع لحركة الاتحاد في نيو ساوث ويلز كما رفض السير هنري باركس في حالة صحية سيئة. غاران، جنبا إلى جنب مع الآخرين مثل أتلي هانت، عملت أساسا كأمناء لحملة الاتحاد بارتون، صياغة المراسلات واجتماعات التخطيط. في اجتماع في وقت متأخر من الليل، والتخطيط لخطاب بارتون كان لإعطاء في ضاحية سيدني أشفيلد، صاغ بارتون عبارة «لأول مرة، لدينا أمة لقارة، وقارة لأمة». وأشار جاران إلى أن العبارة الشهيرة الآن «لن تكون غير مسجلة إذا لم أكن قد حدث لتدوينها».
في يونيو، 1893، عندما تم تشكيل الرابطة الاتحادية الأسترالية في اجتماع في قاعة مدينة سيدني، انضم جاران على الفور، وكان عضوا في اللجنة التنفيذية. وكان أحد مندوبي الجامعة الأربعة في مؤتمر كوروا لعام 1893 ومندوب الجامعة في مؤتمر باثورست لعام 1896، والمؤتمرات غير الرسمية التي عقدت بين أعضاء العصبة (التي تتخذ من سيدني مقرا لها أساسا)، وجمعية الأستراليين الأصليين (أساسا الفيكتوريين) وغيرهم من المؤيدين -fideration المجموعات. في كوروا كان جزءا من مجموعة مرتجلة نظمها جون كويك التي صاغت قرارا، تم تمريره في المؤتمر، داعيا البرلمانات الاستعمارية إلى عقد مؤتمر دستوري منتخب انتخابا مباشرا يتولى مهمة صياغة مشروع قانون دستور أستراليا. وقد تم قبول الاقتراح، الذي أصبح يعرف باسم خطة كوروا، في وقت لاحق في مؤتمر رؤساء الوزراء لعام 1895 وشكل الأساس لعملية الاتحاد على مدى السنوات الخمس التالية.
في عام 1897، نشر غاران الكومنولث القادم، وهو كتاب مؤثر على تاريخ حركة الاتحاد والنقاش حول مشروع 1891 من دستور أستراليا. واستند الكتاب إلى مواد أعدها لدورة عن الفيدرالية ونظم الحكم الفيدرالية، وكان قد خطط لإعطاءها في جامعة سيدني، ولكنها أخفقت في جذب عدد كاف من الطلاب. ومع ذلك، كان الكتاب على حد سواء فريدة من نوعها والشعبية، باعتبارها واحدة من الكتب القليلة حول هذا الموضوع في ذلك الوقت، مع الطبعة الأولى بسرعة بيع بها. وبعد نشره مباشرة، دعا رئيس وزراء نيو ساوث ويلز جورج ريد، الذي انتخب مندوبا جديدا لولاية نيو ساوث ويلز في المؤتمر الدستوري 1897-1898، غاران إلى أن يكون سكرتير له. وفي الاتفاقية، عين ريده أمين لجنة الصياغة بناء على طلب بارتون؛ كما كان عضوا في لجنة الصحافة.
وسجل غاران في رسالة إلى عائلته خلال ملبورن في المؤتمر: 
وتعرب اللجنة عن اعتزامها أن تجدني مفيدة جدا في الكشف عن الألغاز التي أرسلتها لجنة المالية... وفي آخر ليلتين وجدت لجنة الصياغة مخيفة [متعبة] ويائسة، والآن قد ضربت الغزوات في وجهي وخرجت لدخان؛ وبعد ذلك عملت على صياغة صيغ جبرية لتطهير الأمور، ووضعت البنود وفقا لذلك، وعندما عادت اللجنة كان لدينا الإبحار العادي.

غاران غاران أن العمل الطويل للجنة الصياغة انتهك قوانين المصنع، المجموعة (في المقام الأول بارتون، ريتشارد أوكونور، جون داونر وغاران) غالبا ما تعمل في وقت متأخر من الليل إعداد مسودات للاتفاقية للنظر والنقاش في صباح اليوم التالي. في مساء اليوم السابق للاتفاقية، ذهب بارتون إلى السرير استنفدت في ساعات صغيرة، غاران وتشارلز غافان دافي الانتهاء من الجدول الزمني النهائي للتعديلات في وقت الإفطار. واختتمت الاتفاقية بنجاح، ووافقت على مسودة نهائية ستصبح في نهاية المطاف، إلى جانب تعديل صغري مرتب في آخر لحظة في لندن، دستور أستراليا.
وطوال عام 1898، وبعد الانتهاء من الدستور المقترح، شارك غاران في الحملة التي تروج للاتحاد والتي أدت إلى الاستفتاءات التي صوت فيها سكان المستعمرات على الموافقة على الدستور أو عدم الموافقة عليه. ساهم في عمود يومي إلى الأخبار المسائية، وكان قصائد روح الدعابة تنتقد خصوم الاتحاد نشرت في النشرة. في العام التالي، بدأ العمل مع كويك على الدستور المشروح للكومنولث الأسترالي، وعمل مرجعي على الدستور بما في ذلك التاريخ، ومناقشة مفصلة لكل قسم يحلل معناها وتطورها في الاتفاقيات. نشرت في عام 1901، والدستور المشروح، ويشار إليها ببساطة باسم «كويك آند غاران»، سرعان ما أصبح العمل القياسي على الدستور ولا يزال يعتبر واحدا من أهم الأعمال في هذا الموضوع. 

## خدمة عامة

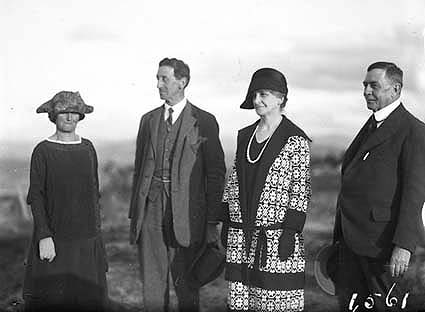
غاران وزوجته هيلدا (الثانية والأولى من اليسار على التوالي) وأصدقائهم السير ليتلتون غروم وزوجته جيسي (الأولى والثانية من اليمين على التوالي)، صورت في حديقة تيلوبيا في عام 1926.

في يوم الانتهاء من الاتحاد واستراليا، 1 يناير 1901، تم تعيين غاران قائد وسام مايكل وسانت جورج (كمغ) «تقديرا للخدمات المتعلقة بالاتحاد الأسترالي المستعمرات وإنشاء كومنولث أستراليا»، وعينه الأمين العام الأول لأستراليا ألفريد ديكين وسكرتير ورئيس دائم لإدارة النائب العام. كان غاران هو أول موظف حكومي شغلته حكومة أستراليا. وقال جاران في وقت لاحق من هذا الوقت أن:
لم أكن فقط رئيس [القسم]، ولكن الذيل. كنت كاتب الخاص والرسول. وكان أول واجبي أن أكتب بيدي الكومنولث الجريدة الرسمية رقم 1 معلنا إنشاء الكمنولث وتعيين وزراء الدولة، وإرسال نفسي معها مع الطابعة الحكومية.

في هذا الدور، كان جاران مسؤولا عن تنظيم أول انتخابات اتحادية في مارس 1901، ولتنظيم نقل مختلف الإدارات الحكومية من الولايات إلى الحكومة الاتحادية، بما في ذلك وزارة الدفاع، والخدمات البريدية والبرقية (الآن جزء من وزارة الاتصالات وتكنولوجيا المعلومات والفنون)، وإدارة التجارة والجمارك (التي هي الآن جزء من وزارة الخارجية والتجارة). وبصفته صانعا للبرلمان، وضع غاران أيضا تشريعات لإدارة تلك الإدارات الجديدة وغيرها من التشريعات الهامة.
وكان غاران وزملاؤه من الموظفين يرميون إلى أسلوب بسيط من صياغة التشريعات، وهو هدف مكنه عدم وجود تشريع اتحادي قائم من قبل يجب أن يستند إليه عملهم. وفي رأي غاران، فإن هذا النهج، الذي وضع موضع التنفيذ قبل سنوات عديدة من أن تصبح الحركة الإنجليزية الواضحة بالمثل، أصبحت شعبية في الحكومة في السبعينيات، كان المقصود منها «أن تكون مثالا واضحا على لغة واضحة، خالية من المصطلحات التقنية». وقد لاحظ واضعو البرلمان اللاحقون أن غاران كان من غير المألوف في هذا الصدد أن يحدد عمدا تحقيق وتحسين أسلوب صياغة معين، وأنه لم يكن حتى أوائل الثمانينيات من القرن الماضي أن هذا الانضباط بين واضعي الصياغة ظهر.
غير أن غاران نفسه اعترف بأن صياغته يمكن أن تكون مفرطة في التبسيط، مستشهدة بأول قانون جمركي ومكوس (قانون الجمارك لعام 1901 وقانون المكوس 1901)، تم تطويره مع وزير التجارة والجمارك تشارلز كينغستون، كمثال على الأسلوب الذي تم اتخاذه لتجاوز. وكان أسلوب أيضا سخر مرة واحدة من قبل مؤسسة المحكمة العليا القاضي ريتشارد أوكونور على النحو التالي: 

يجب على كل رجل ارتداء -
 (معطف  (ب) سترة  (ج) بنطلون العقوبة: 100 جنيه استرليني
.

في عام 1902 تزوج جاران هيلدا روبسون. معا سيكون لديهم أربعة أبناء، ريتشارد (مواليد 1903)، جون (1905)، أندرو (1906) وإيشام بيتر (1910). في هذا الوقت عاشت الأسرة في ملبورن، والفتيان جميعا حضر ملبورن مدرسة النحو ودرس لاحقا في جامعة ملبورن، وحضور كلية ترينيتي هناك.
كما أدارت إدارة النائب العام التقاضي نيابة عن الحكومة. وفي البداية، تعاقدت الدائرة مع شركات المحاماة الخاصة على إجراء التقاضي، ولكن في عام 1903 أنشئ مكتب محامي التاج في الكمنولث، وكان تشارلز باورز أول من شغل هذه المهمة. أما المحامون التاجون الآخرون الذين عملوا مع غاران غلون (الذي كان يعمل معه أيضا كصياغة) ووليام شاروود.
عمل جاران مع العديد من المحامين العامين كرئيس دائم للإدارة. واعتبر غاران النائب العام الأول، الفريد ديكين، مفكرا ممتازا ومحاميا طبيعيا، وفي بعض الاحيان «تحدث ديكين بلفور للسياسة الأسترالية». كما اعرب عن اعجابه الشديد بالنائب العام الخامس اسحق ايزاكس الذي كان عاملا جادرا للغاية واثنين من النائب العام ليتلتون جروم الذي كان «على الارجح واحدا من أكثر الوزراء فائدة في الكمنولث».
وفي عام 1912، اعتبر غاران أحد المعينين المحتملين أمام المحكمة العليا، بعد توسيع مقاعد البدلاء من خمسة مقاعد إلى سبعة مقاعد ووفاة ريتشارد أوكونور. بيلي هيوز، النائب العام في حكومة فيشر في ذلك الوقت، قال في وقت لاحق أن جاران كان قد تم تعيين «ولكن لأنه هو قيمة جدا رجل بالنسبة لنا أن يخسر، ونحن لا يمكن أن تجنيبه».

### المحامي العام

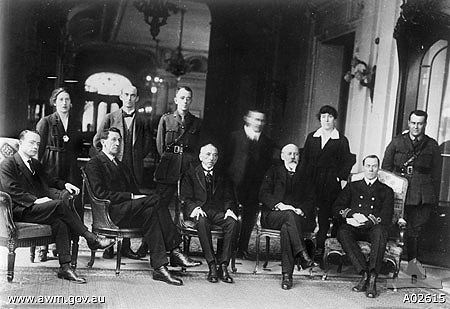
الوفد الأسترالي إلى مؤتمر باريس للسلام، 1919. غاران في الصف الأمامي، يجلس، وثانيا من اليسار. أيضا في الصورة هي بيلي هيوز، المركز الأمامي، والسير جوزيف كوك، يجلس، وثانيا من اليمين.

في عام 1916، تم تعيين غاران أول محامي عام في أستراليا (وكان المكتب يعرف بعد ذلك باسم المحامي العام للكومنولث) من قبل بيلي هيوز، الذي أصبح منذ ذلك الحين رئيسا للوزراء. وكان إنشاء المكتب وتعيين غاران له اعترافا إلى حد ما بدوره الحالي كرئيس دائم لإدارة النائب العام، حيث قدم غاران المشورة القانونية لعدة حكومات متعاقبة، ولكنه مثل أيضا وفدا رسميا من العديد من الصلاحيات والوظائف التي كان يمارسها النائب العام.
طور غاران علاقة قوية مع هيوز، وقدم له المشورة القانونية في الحرب العالمية الأولى استطلاعات التجنيد وعلى مجموعة من اللوائح التي تم اتخاذها بموجب قانون احتياطات الحرب 1914. وكان للائحة الاحتياطات الحرب نطاق واسع، وكانت مدعومة عموما من قبل المحكمة العليا، التي اعتمدت نهجا أكثر مرونة بكثير في متناول قوة دفاع الكومنولث أثناء الحرب. وشملت كمية كبيرة من عمل غاران خلال الحرب إعداد وتنفيذ اللوائح. وكثير منها موجه نحو تعظيم الجانب الاقتصادي للمجهود الحربي وضمان إمدادات السلع إلى القوات الأسترالية؛ وجهت دول أخرى إلى السيطرة على المواطنين أو المواطنين السابقين في القوى الوسطى للعدو الذين يعيشون في أستراليا. في إحدى المناسبات، عندما تم إبلاغ هيوز بأنه في حفل استضافه رجل ألماني، لعبت الفرقة «داس ليد دير ديوتسشن»، سأل هيوز غاران «بالمناسبة، ما هي هذه النغمة؟» الذي رد عليه غاران بأنه كان لحن هايدن ل «غوت إرهالت فرانز دن كايزر»، وكما كان يستخدم لحن لعدة تراتيل «ربما كان يغنى في نصف الكنائس في سيدني الأحد الماضي». ثم قال هيوز «جيدة السماوات! لقد لعبت هذا الشيء مع إصبع واحد مئات المرات».
تعتبر الشراكة بين غاران وهيوز من قبل البعض على أنها غير عادية، بالنظر إلى أن غاران كان «طويل القامة، جنتلمانيا، حكيما وعلميا»، والمريض مع موظفيه، في حين كان هيوز «قلة من مكانة [و] تشتهر رشقات نارية من المزاج». ومع ذلك، كانت الشراكة ناجحة، مع الاعتراف هيوز بأهمية الخبرة الدستورية غاران، ملاحظا مرة واحدة في فترة الحرب العالمية الأولى أن «أفضل طريقة لحكم أستراليا كان السير روبرت جاران في [بلدي] الكوع، مع نافورة قلم ورقية فارغة، وقانون احتياطات الحرب». وبالمثل، احترم جاران أسلوب هيوز القيادي القوي، الذي كان مهما في توجيه البلاد خلال الحرب، على الرغم من وصفه لخسارة الحزب الوطني في الانتخابات الاتحادية عام 1922، قال غاران في وقت لاحق إن «هيوز بالغ في تقدير ملكيته الخاصة للبرلمان [على الرغم من ] من المحتمل أن يكون تعلقه على الشعب غير منقوص.»
كان جاران يرافق هيوز وجوزيف كوك (ثم وزير البحرية) إلى اجتماعات 1917 و 1918 لمجلس وزراء الحرب الإمبراطورية في لندن بالمملكة المتحدة، وكان أيضا جزءا من وفد الإمبراطورية البريطانية في مؤتمر باريس للسلام عام 1919 في باريس، فرنسا . وهناك هناك في العديد من لجان صياغة المعاهدات وساهم في العديد من الأحكام، ولا سيما أجزاء من عصبة الأمم العهد المتعلقة بولايات عصبة الأمم. على الرغم من التركيز بشكل رئيسي على مسائل عصبة الأمم، كان غاران وجون لاثام (رئيس الاستخبارات البحرية الأسترالية) في وضع المستشارين التقنيين لهيوز وكوك، وهكذا يمكن أن يحضر المؤتمر الرئيسي وأي من المجالس المرتبطة بها. واعرب غاران عن اعجابه ب «الشجاعة الاخلاقية والجسدية» لرئيس الوزراء الفرنسي جورج كليمنصو الذي اعتبره مصمم على حماية فرنسا من ألمانيا ولكن بطريقة معتدلة ومعتدلة. في كلمات غاران، كليمنسيو «صمدت دائما المطالب المفرطة من تشوفينيستس الفرنسية، من الجيش الفرنسي، وفوش نفسه». 

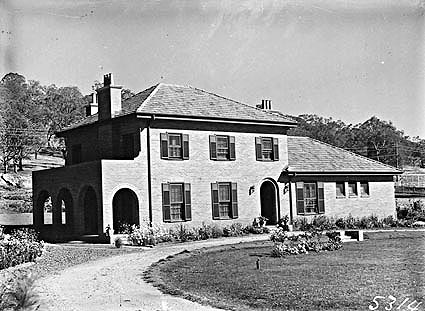
ال التعريف، غاران، اسرة، البيت، إلى داخل، كانبيرا، 22، موجا، اسلوب، الأحمر، هيل

وعقب الحرب، عمل جاران مع البروفسور هاريسون مور من جامعة ملبورن والقاضي الأسترالي الجنوبي البروفيسور جيثرو براون على تقرير حول التعديلات الدستورية المقترحة التي أصبحت في نهاية المطاف أسئلة الاستفتاء التي طرحت في استفتاء عام 1919. وكان غاران قد حصل على لقب فارس في عام 1917، وعين كقائد فارس وسام سانت مايكل وسانت جورج (كمغ) في عام 1920. حضر غاران مؤتمري الإمبراطورية، المرافق رئيس الوزراء ستانلي بروس في عام 1923 وفي عام 1930 الانضمام رئيس الوزراء جيمس سكولين والنائب العام فرانك برينان، رئيس لجنة الصياغة التي أعدت مشاريع اتفاقات بشأن مواضيع مختلفة، مثل الشحن التجاري. وحضر أيضا المؤتمر الحادي عشر لعصبة الأمم في ذلك العام في جنيف بسويسرا. وفي اللجنة الملكية المعنية بالدستور في عام 1927، دعا غاران إلى تقديم أدلة من رئيس الوزراء بروس، حيث ناقش تاريخ الدستور وأصوله وتطور المؤسسات المنشأة بموجبه.
وخلال العشرينات وأوائل الثلاثينيات من القرن العشرين، أعد غاران ملخصات سنوية للتطورات التشريعية في أستراليا، وسلط الضوء على أجزاء فردية هامة من التشريعات لمجلة التشريع المقارن والقانون الدولي (التي تعرف الآن باسم القانون الدولي والمقارن ربع السنوي) التي نشرتها مطبعة جامعة أكسفورد.
في نهاية فترة عمله كمحامي عام، تضمن عمل جاران إعداد اتفاقية تحويل الديون بين حكومة أستراليا وحكومات الولايات، والتي تضمنت الحكومة الاتحادية تولي وإدارة ديون كل دولة على حدة، استفتاء عام 1928.
في عام 1927، انتقل غاران من منزله في ملبورن، فيكتوريا إلى العاصمة التي أنشئت حديثا كانبيرا، واحدة من أول المسؤولين العموميين للقيام بذلك (العديد من الإدارات الحكومية وموظفيها العام لم تتحرك إلى كانبيرا حتى بعد الحرب العالمية الثانية). وعمل أيضا داخل الحكومة لتسهيل السكن في كانبيرا للمسؤولين الذين ينتقلون من مدن أخرى، واشترك في إنشاء منظمات ثقافية في المدينة. في عام 1928 كان الرئيس الافتتاحي للنادي الروتاري كانبيرا. في عام 1929، شكل جمعية جامعة كانبيرا من أجل تعزيز تشكيل جامعة في كانبيرا، وفي عام 1930 نظمت إنشاء كلية جامعة كانبيرا (أساسا حرم جامعة ملبورن) التي تدرس دورات البكالوريوس، وترأس مجلسها ل أول ثلاث وعشرين عاما. وطوال العشرينات والثلاثينيات من القرن العشرين، دعا غاران باستمرار إلى إنشاء ما أسماه «جامعة وطنية في كانبيرا»، والذي سيكون أساسا للبحث المتخصص والدراسات العليا، في مجالات تتعلق بشكل خاص بأستراليا، مثل العلاقات الخارجية مع آسيا ومنطقة المحيط الهادئ. هذه الرؤية كانت مؤثرة بشكل واضح على إنشاء الجامعة الوطنية الأسترالية (أنو) في عام 1946، الجامعة الوحيدة للبحوث فقط في البلاد (على الرغم من أنه في عام 1960 اندمجت مع كلية جامعة كانبيرا لتقديم دورات البكالوريوس).

## التقاعد

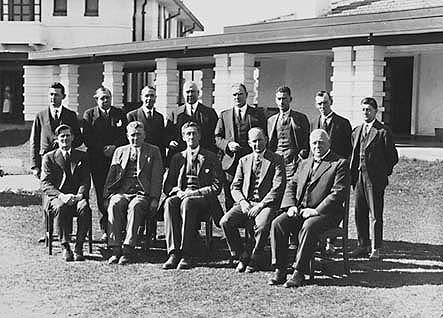
عرض ميثاق نادي كانبيرا الروتاري، 1928، في فندق كانبيرا. غاران يجلس في الأمام

وقد تقاعد غاران من منصبه الحكومي في 9 شباط / فبراير 1932، وهو تاريخ ثابت للتقاعد في اليوم السابق لبلاده الخامسة والستين. سرعان ما عاد إلى ممارسة كمحام، وخلال شهر كان قد قدم مستشار الملك (كك). ومع ذلك، قام أحيانا بعمل أكثر وضوحا. في عام 1932، تم اختياره بناء على نصيحة من النائب العام الحالي جون لاثام لرئاسة محكمة الإنفاق الدفاع الهندي، لتقديم المشورة بشأن النزاع بين الهند والمملكة المتحدة بشأن تكاليف الدفاع العسكري عن الهند. في عام 1934، جنبا إلى جنب مع جون كيتنغ، ويليام سومرفيل وديفيد جون جيلبرت، شكل لجنة التي أعدت قضية الاتحاد، ردت حكومة أستراليا الرسمية على الحركة الانفصالية في ولاية غرب أستراليا. .
شارك جاران أيضا في الفنون؛ وكان نائب رئيس جمعية كانبيرا الموسيقية، حيث غنى ولعب الكلارينيت، وفي عام 1946 فاز مسابقة الأغنية الوطنية التي تديرها هيئة الإذاعة الأسترالية. كما نشر غاران ترجمات لعمل هاينريش هاين عام 1827 بوير دير ليدر («كتاب الأغاني») في عام 1924، وأعمال فرانز شوبرت وروبرت شومان في عام 1946.
في عام 1937، كان غاران فارس الصليب الكبير من وسام سانت مايكل وسانت جورج (غمغ)، وهي المرة الثالثة التي كان فارس. بعد وقت قصير من إنشاء أنو في عام 1946، أصبح غاران خريجه الأول عندما حصل على الدكتوراه الفخرية من القوانين. وقد حصل على شهادة الدكتوراه الفخرية من جامعة ملبورن في عام 1937، وبعد ذلك حصل على شهادة من جامعة ألما، جامعة سيدني في عام 1952. خدم غاران في مجلس أنو من عام 1946 حتى عام 1951. وتذكر نفوذ غاران على كانبيرا من قبل وتسمية ضاحية غاران، إقليم العاصمة الأسترالية، وروابطه مع أنو تذكر من قبل تسمية كرسي في كلية الحقوق في الجامعة، من خلال تسمية قاعة الإقامة برتون وقاعة غاران وتسمية منزل غاران في مدرسة كانبيرا قواعد اللغة عن عمله مع تلك المدرسة.
توفي جاران في عام 1957 في كانبيرا. وحصل على جنازة رسمية، وهي الأولى التي أعطيت لموظف حكومي في أستراليا. وقد نجا من أبنائه الأربعة؛ توفيت زوجته هيلدا في عام 1936. وقد نشرت مذكراته، تزدهر الكومنولث، بعد وفاته في عام 1958 وبعد أن تم الانتهاء منه قبل وفاته بفترة وجيزة.

## ميراث

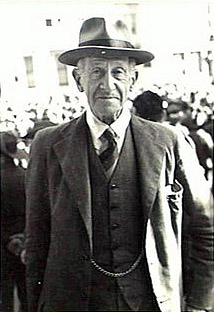
غاران في سيدني، 25 أبريل 1944

غاران «شخصية، مثل نثره، كانت خالية من التزاوج والوقاحة، وعلى الرغم من كرمه، كان مزدحما مع بدوره كويزكالي من الفكاهة.» وفاته «هي نهاية جيل من الرجال العامين الذين كانت الثقافة والسياسة الامتداد الطبيعي لبعضهم البعض والذين لديهم المهارات والمواهب لجعل مثل هذه الاتصالات جهد». في وفاته، كان غاران واحدا من آخر ما تبقى من الأشخاص الذين شاركوا في إنشاء دستور أستراليا
وقال رئيس الوزراء السابق جون هوارد في وصف غاران: 
«وإنني أتساءل إذا كنا في بعض الأحيان نخفي من شأن التغيرات والإثارة والتعطيل والتعديلات التي شهدتها الأجيال السابقة، حيث عرف السير روبرت غاران وعد الاتحاد وواقعه، وكان جزءا من إنشاء خدمة عامة من الواضح أنها بطرق عديدة يمكن التعرف عليه اليوم».

أكد تشارلز دالي، وهو مدير مدني طويل في إقليم العاصمة الأسترالية، على مساهمة غاران في التنمية المبكرة لمدينة كانبيرا، ولا سيما حياتها الثقافية، في حفل عشاء احتفالي في غاران عام 1954: 
"لم يكن هناك حركة ثقافية في هذه المدينة التي لم يتم التعرف عليها روبرت روبرت في دعم مخلص وملهم، وكان هدفه المستمر هو أن كانبيرا يجب أن يكون ليس فقط مركز سياسي كبير ولكن أيضا ضريح لتعزيز تلك الأشياء التي وتحفيز وإثراء حياتنا الوطنية ... اسمه من أي وقت مضى سيتم إدراجها في سجلات، ليس فقط من كانبيرا، ولكن من الكومنولث كما كلاروم وآخرون فينيرابيل نومين جينتيبوس.

ومع ذلك، ربما كان من الأفضل تذكر غاران كخبير في القانون الدستوري، أكثر من مجرد مساهماته في الخدمة العامة. على تجربته في الاتحاد والدستور، كان جاران متحمسا دائما: 
"أنا غالبا ما سئل" الاتحاد اتضح كما كنت تتوقع؟ " حسنا نعم ولا بشكل عام كان الشيء الذي كنا نتوقعه قد حدث ولكن مع الاختلافات، كنا نعلم أن الدستور لم يكن مثاليا، بل يجب أن يكون حلا توفيقيا مع كل أخطاء التسوية ... ولكن، على الرغم من لقد كان الدستور يعمل بشكل عام كما كنا نظن ذلك، وأعتقد أنه يحتاج الآن إلى مراجعة، لتلبية احتياجات عالم متغير، ولكن لا أحد يرغب في أن يتراجع العمل، الذي يحاول أن يتخيل، ما، في هذه الأيام العاصفة، كان سيكون محنة ست مستعمرات الأسترالية.

### النصب التذكارية
وقد سميت ضاحية كانبيرا في غاران، التي أنشئت في عام 1966، بعده.
وفي عام 1983، أعيد تسمية مكتب البراءات السابق - الذي يشغله الآن المدعي العام الاتحادي - بمكاتب روبرت غاران. يقع مبنى آرت ديكو داخل المثلث البرلماني في كانبيرا، وقد شيد في عام 1932 عند زاوية كينغس أفينو والدائرة الوطنية في باركيس، إقليم العاصمة الأسترالية.